# アドルフォ・ルッツ

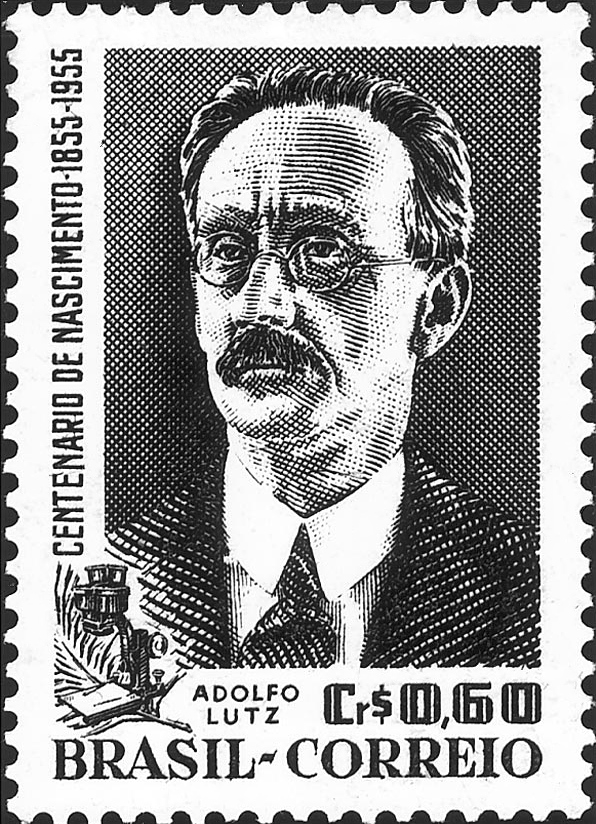
アドルフォ・ルッツ（1955年発行の切手）

アドルフォ・ルッツ（Adolfo Lutz、Adolpho Lutzとも、1855年10月6日 - 1940年12月18日）はスイス人の両親を持つブラジルの医師、微生物学者、動物学者である。

## 略歴
リオデジャネイロで生まれた。両親はスイスのベルンの出身で、ルッツも最初、ベルン大学で医学を学び1879年に学位を得た。その後、イギリスでジョゼフ・リスターに実験的医学を学び、ライプツィヒや、ウィーン、プラハ、パリで先進的な医学を学び、1881年にブラジルに戻った。サンパウロ州リメイラの診療所で働いた後、再びヨーロッパに渡り、ハンブルク大学の皮膚科学のウンナ（Paul Gerson Unna）のもとで学び、感染症や熱帯医学を研究した。ホノルルのカリヒ病院の院長を務め、6ヶ月間サンフランシスコに滞在した後、1892年にサンパウロに戻った。州立細菌学研究所がその職員が黄熱病で死亡したためフランス人の初代所長が辞任したのを受けて、研究所長となった。リバス（Emilio Ribas）とブラジル（Vital Brazil）の有名な医師とともにサントスの腺ペストの流行と戦った。この研究所は後にルッツの功績からアドルフォ・ルッツ研究所（Instituto Adolfo Lutz）に改名された。
1908年に細菌学研究所から離れ、オズヴァウド・クルス研究所(Instituto Oswaldo Cruz)に移り、人体に害を及ぼす動物について研究する医動物学部門の長に就任した。ウォルター・リードがネッタイシマカ（Aedes aegypti）が黄熱病を媒介するのを発見した直後に媒介の経路を調査を行ったり、真菌 Paracoccidioides brasiliensis が南アメリカ・ブラストミセス症を起こすことを確認するなどの業績を残した。感染症の対策にブラジルの各地に旅した。
ブラジルの伝統的な医療に用いられる植物、動物の研究の先駆者でもあり、3000に及ぶ標本を集めた。また両生類や昆虫の新種の記載も行った。
1926年にドイツ自然科学アカデミー・レオポルディーナの会員に選ばれた
ホノルルで働いた時、イギリス人の看護婦と結婚した。娘のベルタ・ルッツ（Bertha Lutz）は動物学者となり、ブラジルにおける婦人の権利のための運動家として重要な活動を行った。

## 著作
- Beiträge zur Kenntnis der brasilianischen Tabaniden, Rev. Soc. Sci. Sao Paulo, Band 1, 1905, S. 19-32